# Liste der Kreisstraßen in Würzburg
Die Liste der Kreisstraßen in Würzburg ist eine Auflistung der Kreisstraßen in der bayerischen Stadt Würzburg mit deren Verlauf. 

## Abkürzungen
- St: Staatsstraße in Bayern
- WÜ: Kreisstraße im Landkreis Würzburg
- WÜs: Kreisstraße in der kreisfreien Stadt Würzburg

## Liste
Nicht vorhandene bzw. nicht nachgewiesene Kreisstraßen werden in Kursivdruck gekennzeichnet, ebenso Straßen und Straßenabschnitte, die unabhängig vom Grund (Herabstufung zu einer Gemeindestraße oder Höherstufung) keine Kreisstraßen mehr sind.
Der Straßenverlauf wird in der Regel von Nord nach Süd und von West nach Ost angegeben.
| Nr. WÜs | Verlauf |
| ------- | --- |
| WÜs 8   | (WÜ 8 in Landkreis Würzburg) – Stadtgrenze – (Adam-Bausewein-Straße) – – (Adam-Bausewein-Straße) – Stadtgrenze – (WÜ 8 in Landkreis Würzburg) |
| WÜs 14  | St 511 – Rottenbauerer Grund – WÜs 23 – Fuchsstadter Straße – Stadtgrenze – (WÜ 14 in Landkreis Würzburg)                                     |
| WÜs 21  | (WÜ 21 in Landkreis Würzburg) – Stadtgrenze – Gadheimer Straße – WÜs 22 – Gadheimer Straße – Dürrbachtal – Unterdürrbacher Straße –           |
| WÜs 22  | WÜs 21 – Schafhofstraße – Zehnthofstraße – Oberhofstraße – Oberdürrbacher Straße – Josef-Schneider-Straße –                                   |
| WÜs 23  | (WÜ 23 in Landkreis Würzburg) – Stadtgrenze – Lindflurer Straße – WÜs 14 – Würzburger Straße                                                  |
| WÜs 24  | Rottendorfer Straße – – Rottendorfer Straße – Am Galgenberg – Stadtgrenze – (WÜ 24 in Landkreis Würzburg)                                     |
| WÜs 25  | Georg-Engel-Straße – Herrnhofstraße – Werner-von-Siemens-Straße – Nürnberger Straße –                                                         |
| WÜs 28  | (WÜ 28 in Landkreis Würzburg) – Stadtgrenze – Kitzinger Straße – – Kitzinger Straße – Stadtgrenze – (WÜ 28 in Landkreis Würzburg)             |